# Pico Branco - Porto Santo
Pico Branco - Porto Santo este o arie protejată (arie specială de conservare — SAC, sit de importanță comunitară — SCI) din Portugalia întinsă pe o suprafață de 127,22 ha, integral pe uscat.

## Localizare
Centrul sitului Pico Branco - Porto Santo este situat la coordonatele 33°05′24″N 16°17′58″W / 33.09°N 16.2994°V.

## Înființare
Situl Pico Branco - Porto Santo a fost declarat sit de importanță comunitară în iunie 1995 pentru a proteja 6 specii de plante și 20 de specii de animale. Situl a fost protejat și ca arie specială de conservare în iulie 2009.

## Biodiversitate
Situată în ecoregiunea , aria protejată conține 6 habitate naturale: Faleze cu floră endemică de pe coastele macaroneziene, Pajiști macaroneziene cu vegetație endemică, Tufărișuri termo-mediteraneene și de pre-deșert, Roci stâncoase cu vegetație pionieră de Sedo-Scleranthion sau Sedo albi-Veronicion dillenii, Păduri de Olea și Ceratonia, Păduri endemice cu Juniperus spp..
La baza desemnării sitului se află mai multe specii protejate:
- plante (6): Calendula maderensis, Chamaemeles coriacea, Cheirolophus massonianus, Phagnalon benettii, scilla madeirensis (Scilla maderensis), Semele maderensis
- păsări (17): Alectoris rufa, Anthus berthelotii, Apus unicolor, stârc cenușiu (Ardea cinerea), pietruș (Arenaria interpres), șorecarul comun (Buteo buteo), Calonectris diomedea, cânepar (Carduelis cannabina), sticlete (Carduelis carduelis), porumbel (Columba livia), vânturel roșu (Falco tinnunculus), Larus michahellis, vrabie negricioasă (Passer hispaniolensis), Serinus canaria, chiră de baltă (Sterna hirundo), silvie cu cap negru (Sylvia atricapilla), pupăză (Upupa epops)
- nevertebrate (3): Caseolus calculus, Caseolus commixta, Caseolus sphaerula

Pe lângă speciile protejate, pe teritoriul sitului au mai fost identificate 33 de specii de plante, 1 specie de mamifere, 22 de specii de nevertebrate, 1 specie de reptile.